# Okręg Rheinfelden
Okręg Rheinfelden (niem. Bezirk Rheinfelden) – okręg w Szwajcarii, w kantonie Argowia, o pow. ok. 113 km², zamieszkały przez ok. 47 tys. osób. Siedzibą okręgu jest miasto Rheinfelden. 

## Podział administracyjny
W skład okręgu wchodzi 14 gmin (Einwohnergemeinde):
1. Hellikon
2. Kaiseraugst
3. Magden
4. Möhlin
5. Mumpf
6. Obermumpf
7. Olsberg
8. Rheinfelden, miasto
9. Schupfart
10. Stein
11. Wallbach
12. Wegenstetten
13. Zeiningen
14. Zuzgen